# Cyphonisia maculipes
Espèce
Cyphonisia maculipes est une espèce d'araignées mygalomorphes de la famille des Barychelidae.

## Distribution
Cette espèce est endémique du Cameroun.

## Description
La femelle holotype mesure 17 mm.

## Publication originale
- Strand, 1906 : Weiteres über afrikanische Spinnen des naturhistorischen Museums zu Wiesbaden. Jahrbücher des Nassauischen Vereins für Naturkunde, vol. 59, p. 285-298 (texte intégral).